# Симфонический оркестр Евле

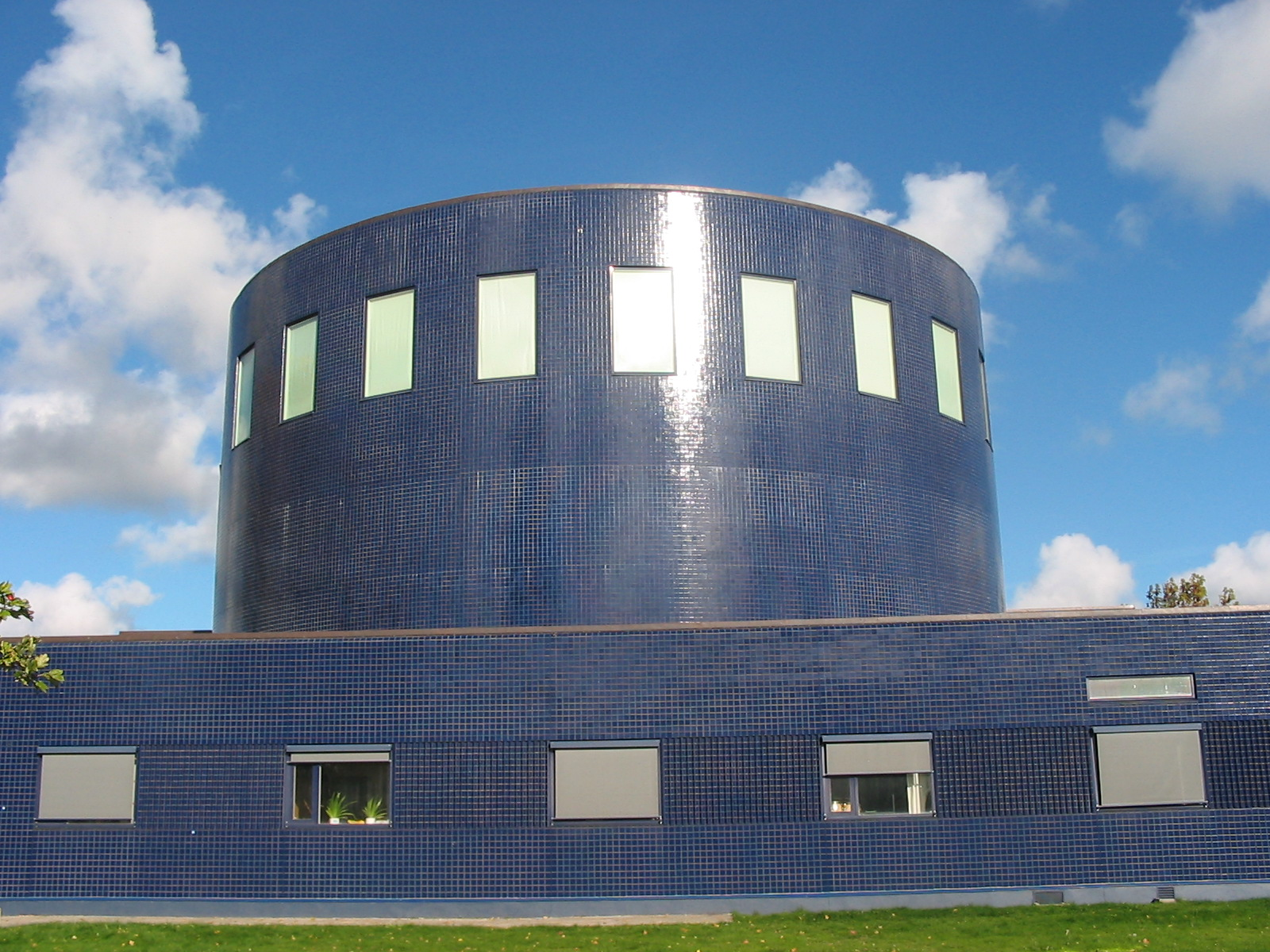
Концертный зал Евле

Симфонический оркестр Евле (швед. Gävle symfoniorkester) — шведский симфонический оркестр, работающий в городе Евле. Основан в 1912 году.
На протяжении многих десятилетий давал концерты в городском театре и Церкви моряков. В 1978 г. была выстроена временная концертная площадка. В 1997 г. оркестр перешёл под управление коммуны Евле, в 1998 г. открылся Дом концертов Евле, ставший основной сценой оркестра.
С 1981 г. при оркестре работает Симфонический хор Евле.
В дискографии оркестра — ряд записей скандинавских композиторов, а также альбом с музыкой Франца Ксавера Шарвенки, включающий премьерную запись его Симфонии до минор.

## Главные дирижёры
| - Рубен Лильефорс (1912—1931) - Людвиг Мовинкель (1931—1934) - Стен Фрюкберг (1934—1939) - Сикстен Экерберг (1936) - Эрик Бенгтсон (1939—1948) - Стиг Вестерберг (1949—1953) - Зигфрид Науман (1953—1954) - Гуннар Стерн (1954—1963) - Карл Руне Ларссон (1963—1967) | - Райнер Мидель (1968—1975) - Йёран Нильсон (1981—1984) - Дорон Саломон (1984—1990) - Ханну Койвула (1991—1996) - Карлос Спирер (1997—2000) - Петри Сакари (2000—2006) - Робин Тиччати (2006—2009) - Хайме Мартин (с 2009) |